# トンボー地域
トンボー地域（トンボーちいき）、または トンボー・レジオ（Tombaugh Regio [ˈtɒmbaʊ ˈrɛdʒi.oʊ]）は、冥王星の表面にある巨大な高アルベド地形（レジオ）。冥王星の明るい地形的特徴としては最大であり、かつハート形に見えることから、The Heart の愛称でも知られている。トンボー地域は赤道のちょうど北側に位置しており、南西でクトゥルフ地域、南東でクラン・マクラという2つの大きな低アルベド地形と繋がっている。ハートの西側部分は、スプートニク平原と名付けられた幅1000 kmの窒素などの氷に覆われた平野が広がっている。東側部分には明るい高地が広がっているが、この高地にはスプートニク平原から大気によって運ばれた窒素が雪となって降り積もり表面を覆っていると考えられている。降り積もった固体窒素は、氷河となってスプートニク平原に還元される。トンボー地域の名称は、冥王星の発見者クライド・トンボーにちなんで名付けられた。

## 詳細
トンボー地域は、巨大で明るい色をした、全長1,590 km (990 mi) にもわたる地域である。ハートの西と東では地形的に大きな差異がある。西側はスプートニク平原と呼ばれており、東側よりも平坦で、色も若干異なっている。 観測当初、この平原は巨大な衝突クレーターが窒素の雪で覆われたものではないかと考えられていた。また地域内の明るい点も最初は山の山頂ではないかと言われていた。 しかし2015年7月15日に公開された写真には、標高3,400 m (11,000 ft)の水の氷の山脈が映し出されており、これによりこの地域はクレーターによるものではないことが明らかになった。続く観測データではスプートニク平原の中央部は窒素や一酸化炭素、メタンの氷に富んでおり、また平原の外縁部に近い地域では氷河のような氷の流れが存在しており、さらにクトゥルフ地域の東端では暗い物質の上を明るい物質が覆っていることも明らかになった。スプートニク平原の表面は多角形の対流セルに分割される。平原の年齢は1000万年未満とみられており、これは冥王星が地質学的に活発な状態にあることを示している。
トンボー地域はニュー・ホライズンズ探査機が冥王星に到達する60年も前から、冥王星の明るい地域として識別されていたが、地球からの観測では十分な解像度を得ることはできなかった。60年の間、トンボー地域はうっすらとした明るさの変化として観測されていた。

## 名称
トンボー地域は、2015年にニュー・ホライズンズ探査機が冥王星到着直前にセーフモードから復旧し、その後に送られた最初の冥王星の写真で初めて識別された。NASAは当初その形から、ハートとして言及した。7月15日になり、この地域はニュー・ホライズンズチームにより、冥王星の発見者クライド・トンボーにあやかりトンボー地域（トンボー・レジオ）と命名された。レジオ (regio) はラテン語で地域 (region) の意味である。 トンボー地域が正式な地名となるには国際天文学連合 (IAU) による承認が必要だが、IAUの惑星系命名ワーキンググループの議長Rita Schulzは「この名称はすぐに採用可能であり、私たちはそれを事前に議論してきた」と述べている。
一部の人々は、トンボー地域はディズニーキャラクターのプルート（冥王星に因んで名づけられた）に似ているとコメントし、ウォルト・ディズニー・カンパニーもこの話題を取り上げた短い動画を公開した。

## 画像
- 2010年にハッブル宇宙望遠鏡の観測データから生成された冥王星の表面。この時点では命名も地形の識別も行われていなかった。トンボー地域の明るさの違いが判別できる。
- フライバイ直前の疑似色画像。トンボー地域のハートの上側が判別できる（2015年7月13日）
- 冥王星における一酸化炭素の氷の分布図（緑）。スプートニク平原（英語版）に集中しているのが分かる（2015年7月14日）

- トンボー地域のハートの左側の合成写真。若いスプートニク平原（英語版）とともに、南のノルゲイ山脈（英語版）、南西のヒラリー山脈、それに暗く古いクトゥルフ地域の東端が写っている。
- 冥王星の半球。ヒラリー山脈とノルゲイ山脈（英語版）が図示されている（2015年7月14日）
- ヒラリー山脈とノルゲイ山脈（英語版）（2015年7月14日）[23]

- スプートニク平原の窒素の氷の多角形の対流セル（英語版）が確認できる拡大画像（2015年7月14日）
- 東側の高地から西側のスプートニク平原への窒素の氷の氷河を示した画像。赤い矢印が平原に流れ込む谷の幅を、青い矢印は平原での流れを示す。

- 冥王星の地形図（2015年7月14日）

- 冥王星の経度と緯度を示した地図。トンボー地域は地図の中央に突き出した部分である。